# Gonomyia (Leiponeura) vehemens
Gonomyia (Leiponeura) vehemens is een tweevleugelige uit de familie steltmuggen (Limoniidae). De soort komt voor in het Neotropisch gebied.